# Constituição Política da República do Chile de 1833

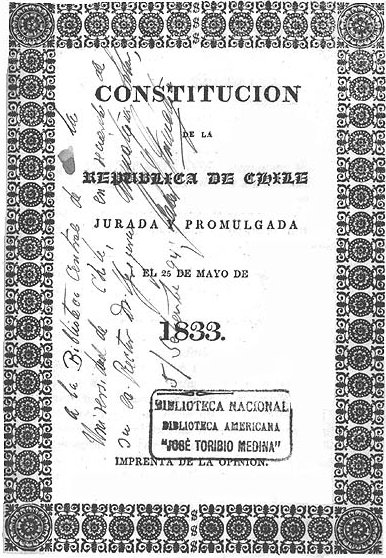
Capa de um exemplar da Constituição de 1833

A Constituição Política da República do Chile de 1833 é o texto constitucional surgido após o triunfo conservador na revolução de 1829, foi promulgada e jurada em 25 de maio de 1833, regendo o Chile por 92 anos. Entre seus principais ideólogos estão Mariano Egaña, Manuel José Gandarillas e Diego Portales. Foi reformada em 1871, 1873, 1874, 1882, 1888, 1891, 1892 e 1893.

## Antecedentes
Esta constituição foi discutida pela Grande Convenção de 1830, cujo objetivo inicial era reformar a constituição de 1828.
Em sua elaboração pôs-se uma grande ênfase nas ideias de Diego Portales, tendentes a criar uma ordem forte que garantisse a ordem institucional da República e mantivesse o país a salvo das desordens produzidas anteriormente. Estas ideias somaram-se as dos conservadores, tendentes a proscrever as ideias liberais e estabelecer, segundo alguns, uma "ditadura legal".